# Villinger Tracht

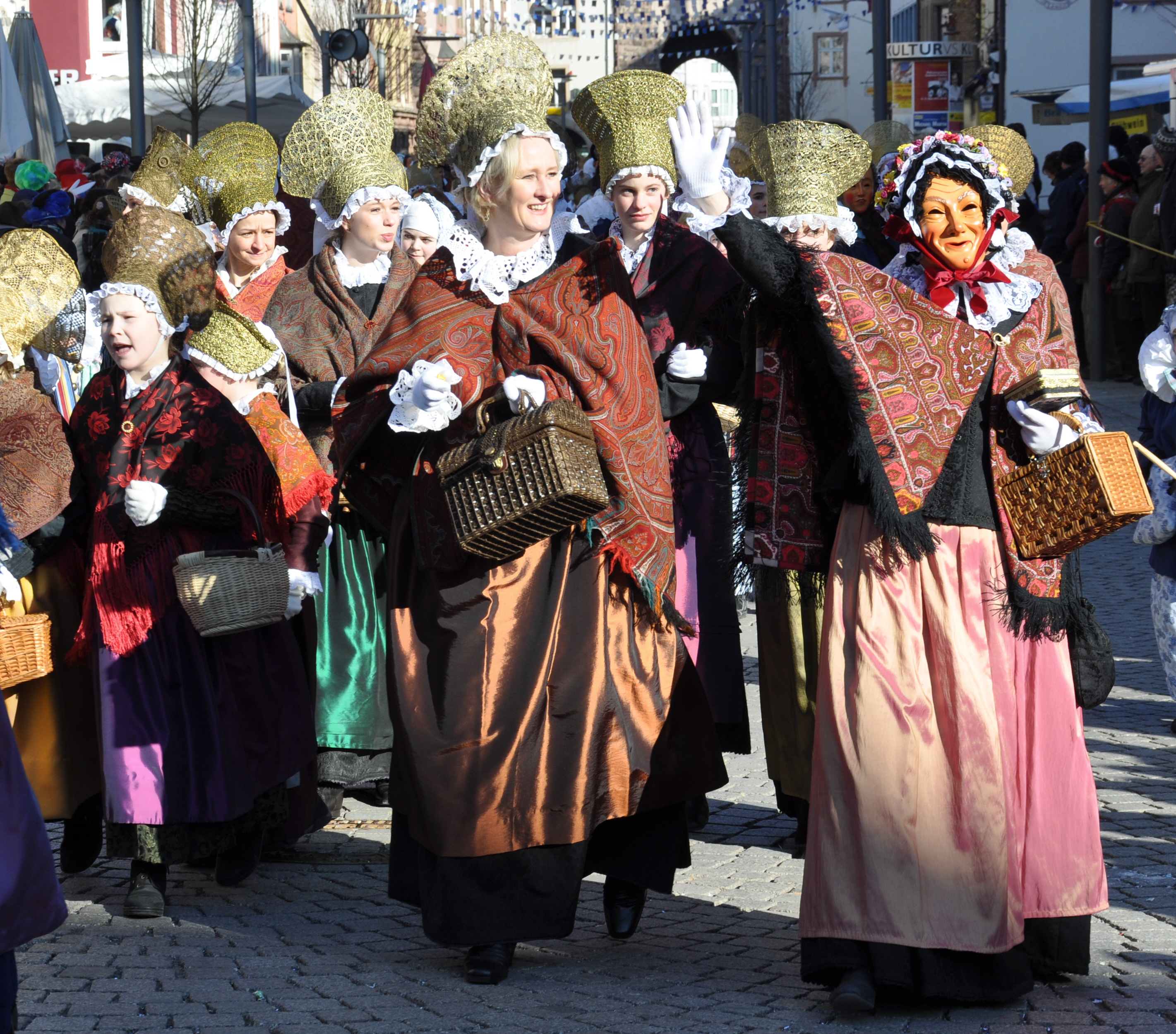
Altvillingerinnen (ganz rechts ein Morbele)

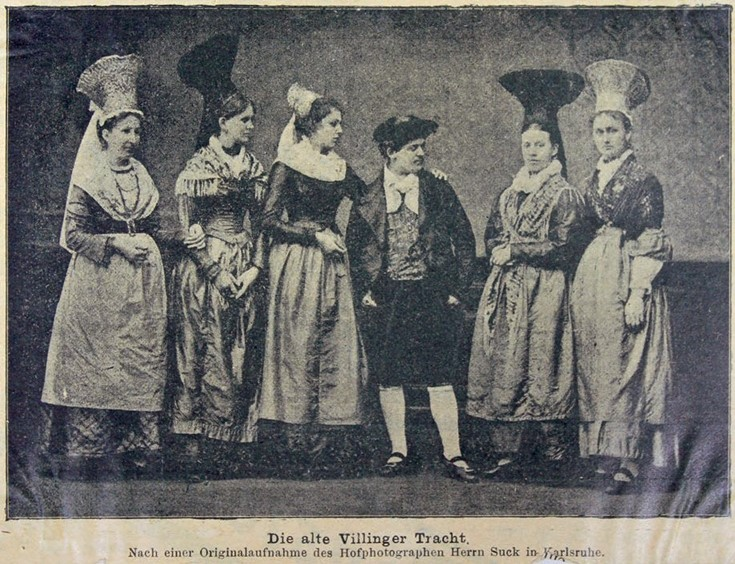
Die alte Villinger Tracht

Die Villinger Tracht ist eine Schwarzwälder Tracht und historische Tracht der Bürger in der Stadt Villingen.
Die Tracht der Altvillingerin wie sie heute noch von der Trachtengruppe Villingen und der Narrozunft Villingen verwendet wird stammt in der heutigen Form aus dem späten Rokoko und war die städtische Frauenmode Villingens. Über dem langen Kleid aus dunklem, gemustertem Seidenstoff, trägt sie eine Schürze aus schillerndem Taft. Die Schultern werden von einem mit Fransen besetzten Seidenschal, bei Kälte mit einem zusätzlichen Wollschal bedeckt. Als Kopfbedeckung wurde für den Kirchgang und festliche Anlässe die goldene, für den Alltag zumeist die schwarze Radhaube getragen. Als Schmuckstein für Broschen, Ohrringe und Halsketten wurde Granat bevorzugt. Mit dem Niedergang der Festtagstracht in der Biedermeierzeit fand sie zunehmend Verwendung in der Villinger Fastnacht. Zur Hochzeit trug die Braut den Schäppel. 1926 wurde in Villingen ein Volkstrachtenverein gegründet. Villinger Originaltrachten sind ausgestellt im Franziskanermuseum Villingen-Schwenningen. Die Kopfbedeckung der Männer bildet üblicherweise ein Dreispitz, seltener ein Zylinderhut.